# Fortaleny
Fortaleny és un municipi del País Valencià que es troba a la comarca de la Ribera Baixa.

## Història
El poble de Fortaleny va ser fundat el 26 de gener de 1239, dia en què Jaume I va fer entrega a Guillem de Rocafull de diverses jovades de terra perquè foren explotades pels Germans Hospitalaris de Sant Antoni Abat (extret del llibre de Mossén Andreu de Sales Ferri Chulio"). En conseqüència, l'any 1989 es van celebrar a Fortaleny els 750 anys de la seua fundació.

## Política i Govern

### Corporació municipal
El Ple de l'Ajuntament està format per 9 regidors. En les eleccions municipals de 26 de maig de 2019 foren elegits 6 regidors del Partit Socialista del País Valencià (PSPV-PSOE) i 3 del Partit Popular (PP).
| Eleccions municipals de 26 de maig de 2019 - Fortaleny                                                                        |                                          |                                     |                                     |      |          |          |
| Candidatura | Candidatura                              | Candidatura                         | Cap de llista                       | Vots | Vots     | Regidors |
| | Partit Socialista del País Valencià-PSOE |                                     | Juana Clos Gimeno                   | 465  | 62,08%   | 6 (+1)   |
| | Partit Popular                           |                                     | José Antonio Escrivà Morillo        | 275  | 36,72%   | 3 (-1)   |
| | Vots en blanc                            |                                     |                                     | 9    | 1,20%    |          |
| Total vots vàlids i regidors                                                                                                  | Total vots vàlids i regidors             | Total vots vàlids i regidors        | Total vots vàlids i regidors        | 749  | 100 %    | 9        |
| | Vots nuls                                | Vots nuls                           | Vots nuls                           | 24   | 3,10%    |          |
| Participació (vots vàlids més nuls)                                                                                           | Participació (vots vàlids més nuls)      | Participació (vots vàlids més nuls) | Participació (vots vàlids més nuls) | 773  | 89,88%** |          |
| Abstenció | Abstenció                                | Abstenció                           | Abstenció                           | 87*  | 10,12%** |          |
| Total cens electoral | Total cens electoral                     | Total cens electoral                | Total cens electoral                | 860* | 100 %**  |          |
| Alcaldessa: Juana Clos Gimeno (PSPV) (15/06/2019) Per majoria absoluta dels vots dels regidors (6 vots de PSPV)               |                                          |                                     |                                     |      |          |          |
| Fonts: JEC, JEZ Alzira, M. Interior, Periòdic Ara. (* No són vots sinó electors. ** Percentatge respecte del cens electoral.) |                                          |                                     |                                     |      |          |          |

### Alcaldes
Des de 2023 l'alcalde de Fortaleny és Toni Sellés Gimeno, del Partit Socialista del País Valencià (PSPV-PSOE).
| Període                       | Alcalde o alcaldessa  | Partit polític | Data de possessió | Observacions |
| ----------------------------- | --------------------- | -------------- | ----------------- | ------------ |
| 1979–1983                     | Josep Gimeno Bou      | PSPV-PSOE      | 19/04/1979        | --           |
| 1983–1987                     | Josep Gimeno Bou      | PSPV-PSOE      | 28/05/1983        | --           |
| 1987–1991                     | Josep Gimeno Bou      | PSPV-PSOE      | 30/06/1987        | --           |
| 1991–1995                     | Josep Castelló Crespo | PSPV-PSOE      | 15/06/1991        | --           |
| 1995–1999                     | Josep Castelló Crespo | PSPV-PSOE      | 17/06/1995        | --           |
| 1999–2003                     | Vicent Almudéver Simó | PSPV-PSOE      | 03/07/1999        | --           |
| 2003–2007                     | Vicent Almudéver Simó | PSPV-PSOE      | 14/06/2003        | --           |
| 2007–2011                     | Vicent Almudéver Simó | PSPV-PSOE      | 16/06/2007        | --           |
| 2011–2015                     | Vicent Almudéver Simó | PSPV-PSOE      | 11/06/2011        | --           |
| 2015–2019                     | Juana Clos Gimeno     | PSPV-PSOE      | 13/06/2015        | --           |
| 2019-2023                     | Juana Clos Gimeno     | PSPV-PSOE      | 15/06/2019        | --           |
| Des de 2023                   | n/d                   | n/d            | 17/06/2023        | --           |
| Fonts: Generalitat Valenciana |                       |                |                   |              |

## Demografia
| 1990  | 1992  | 1994 | 1996 | 1998 | 2000 | 2002 | 2004  | 2005 | 2007 | 2013  |
| ----- | ----- | ---- | ---- | ---- | ---- | ---- | ----- | ---- | ---- | ----- |
| 1.029 | 1.006 | 999  | 997  | 995  | 981  | 999  | 1.010 | 997  | 991  | 1.026 |

## En la cultura popular
Fortaleny és l'espai on transcorre part de l'acció de la rondalla d'Enric Valor anomenada El llenyater de Fortaleny.

## Imatges de Fortaleny

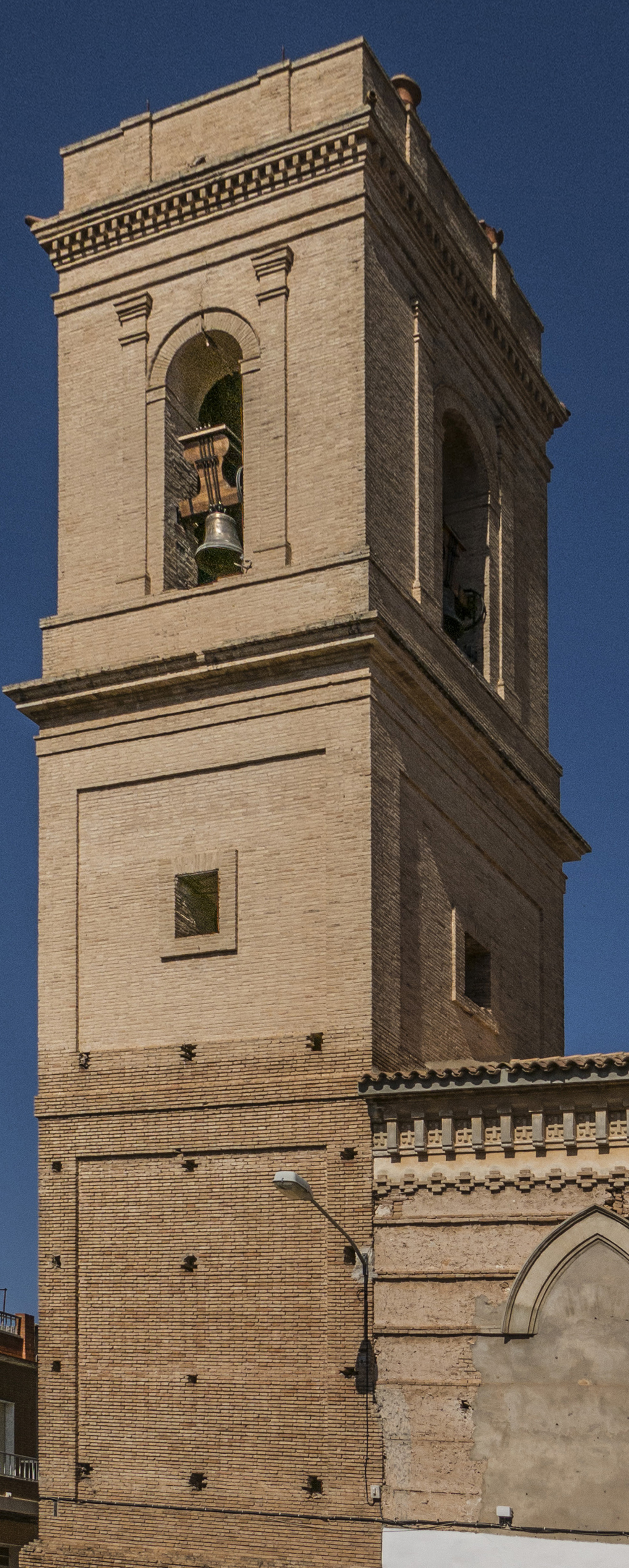
Església de Sant Antoni Abat
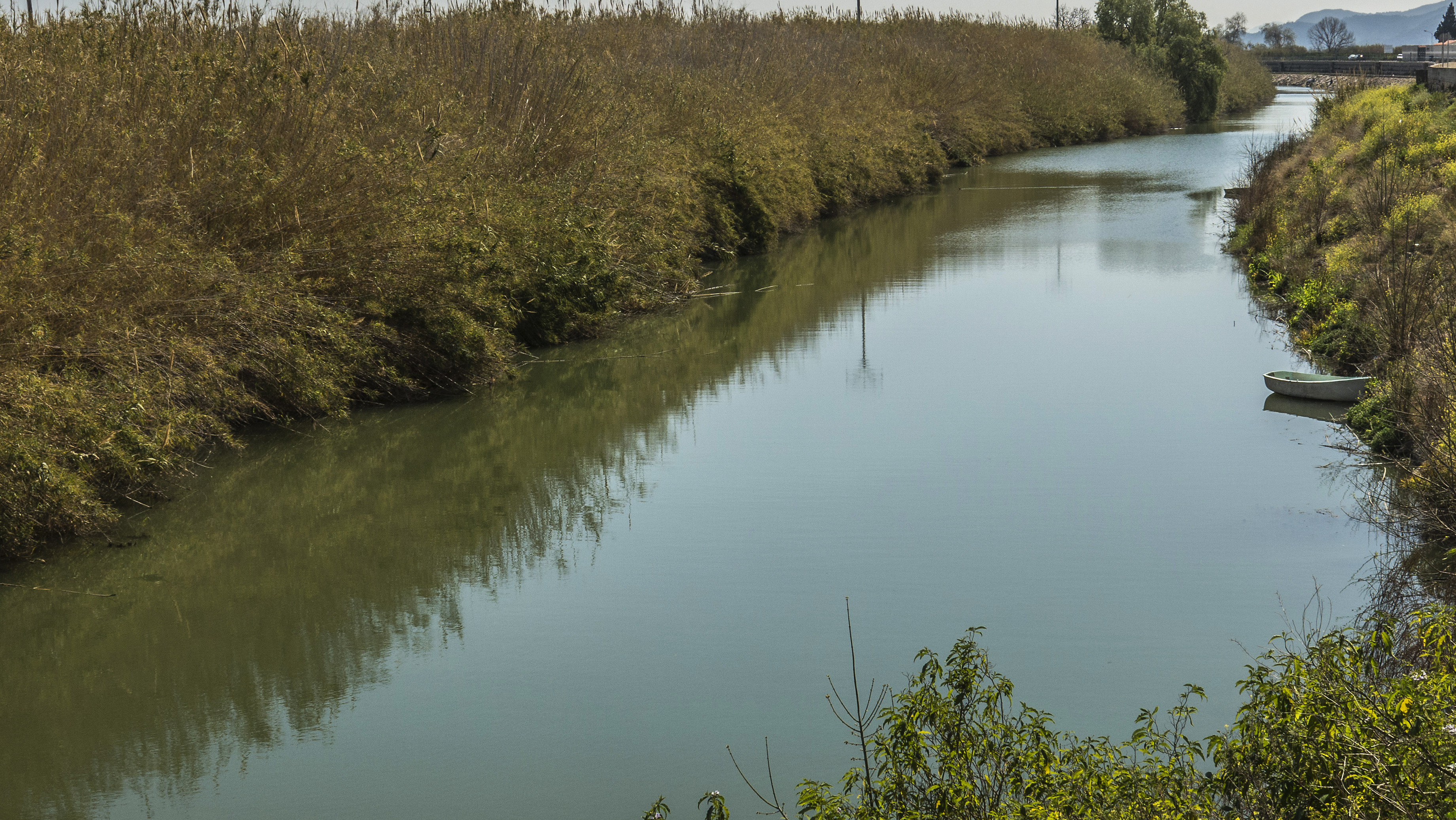
Riu Xúquer
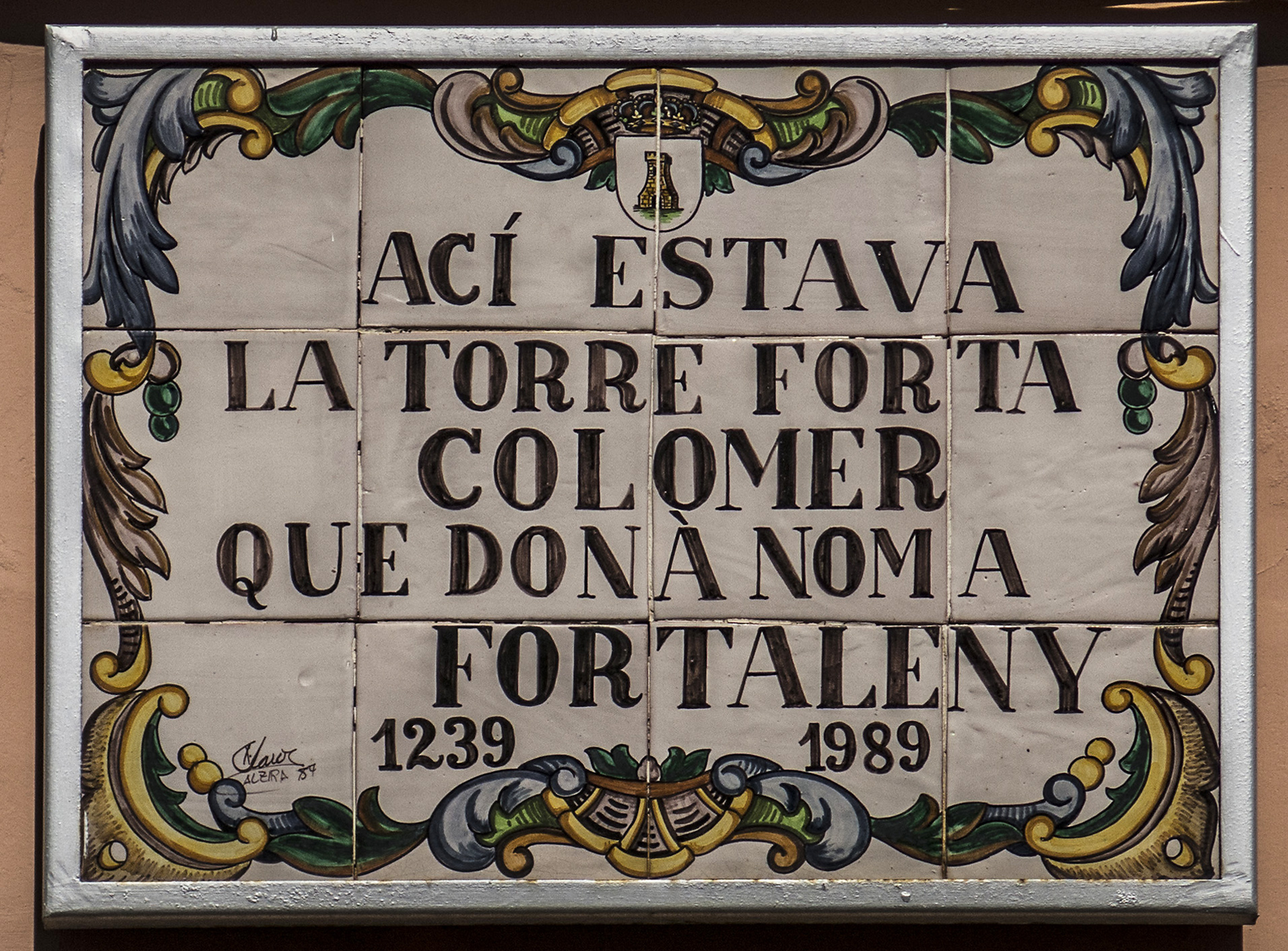
Tauler Informatiu
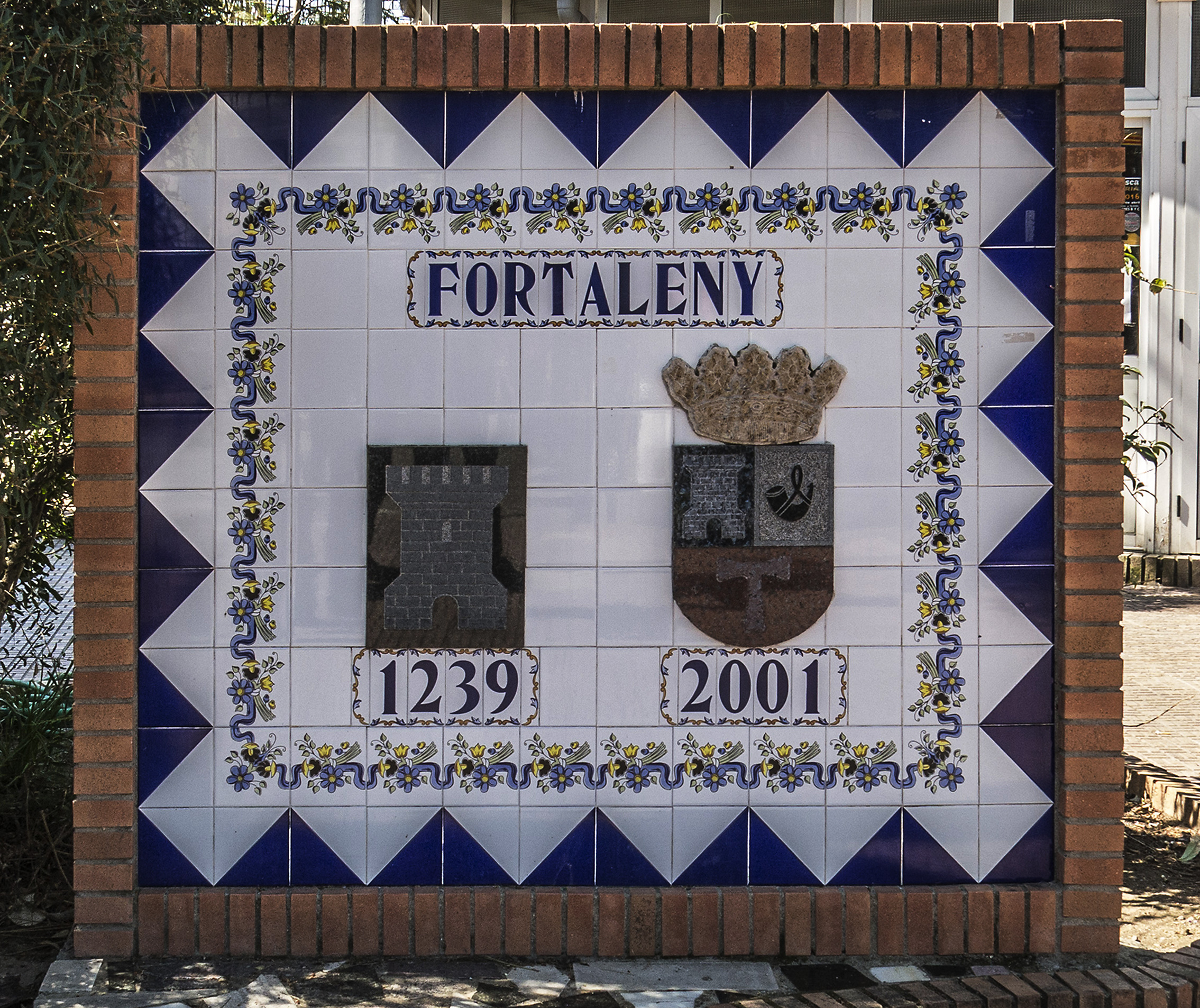
Tauler
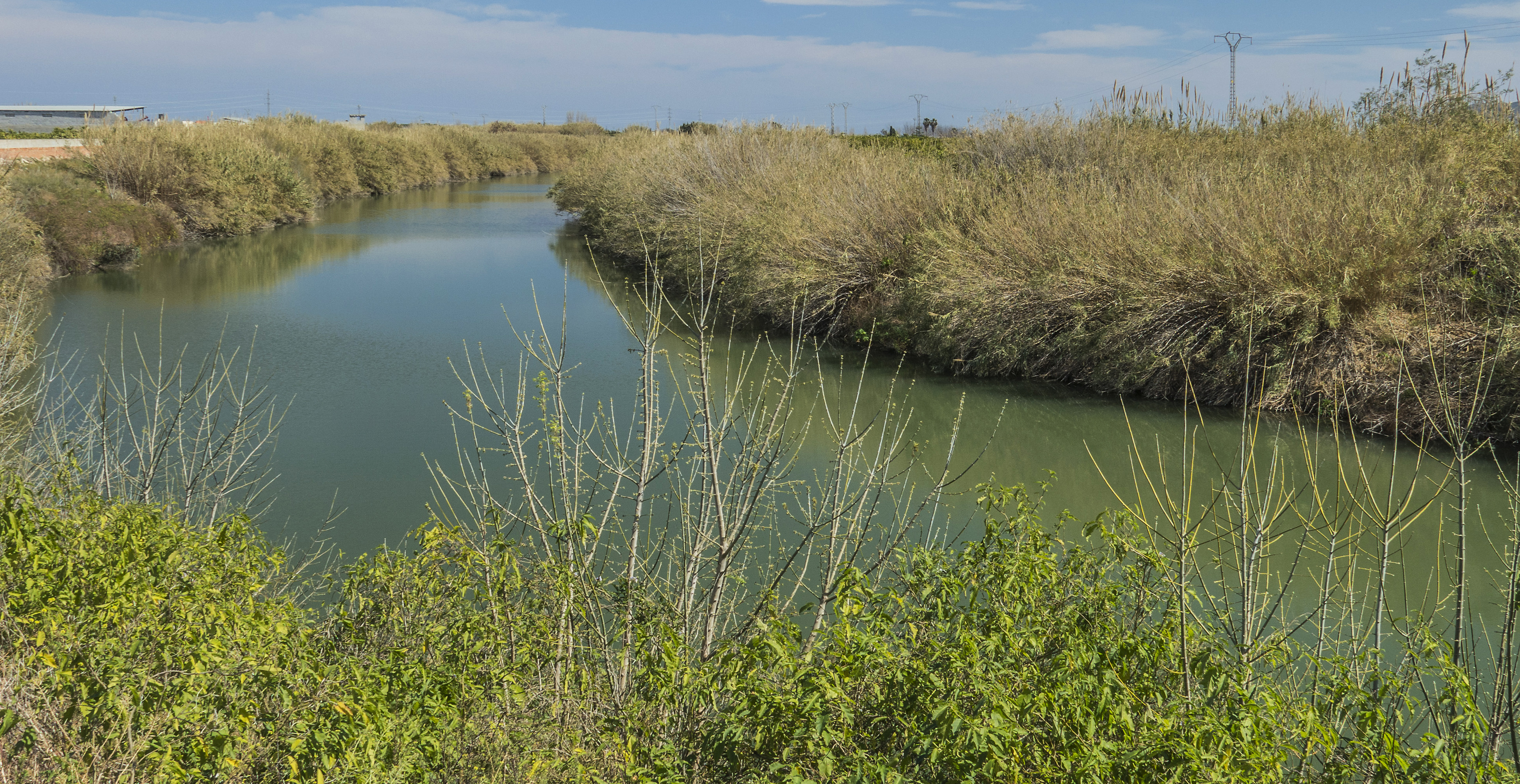
Riu Xúquer
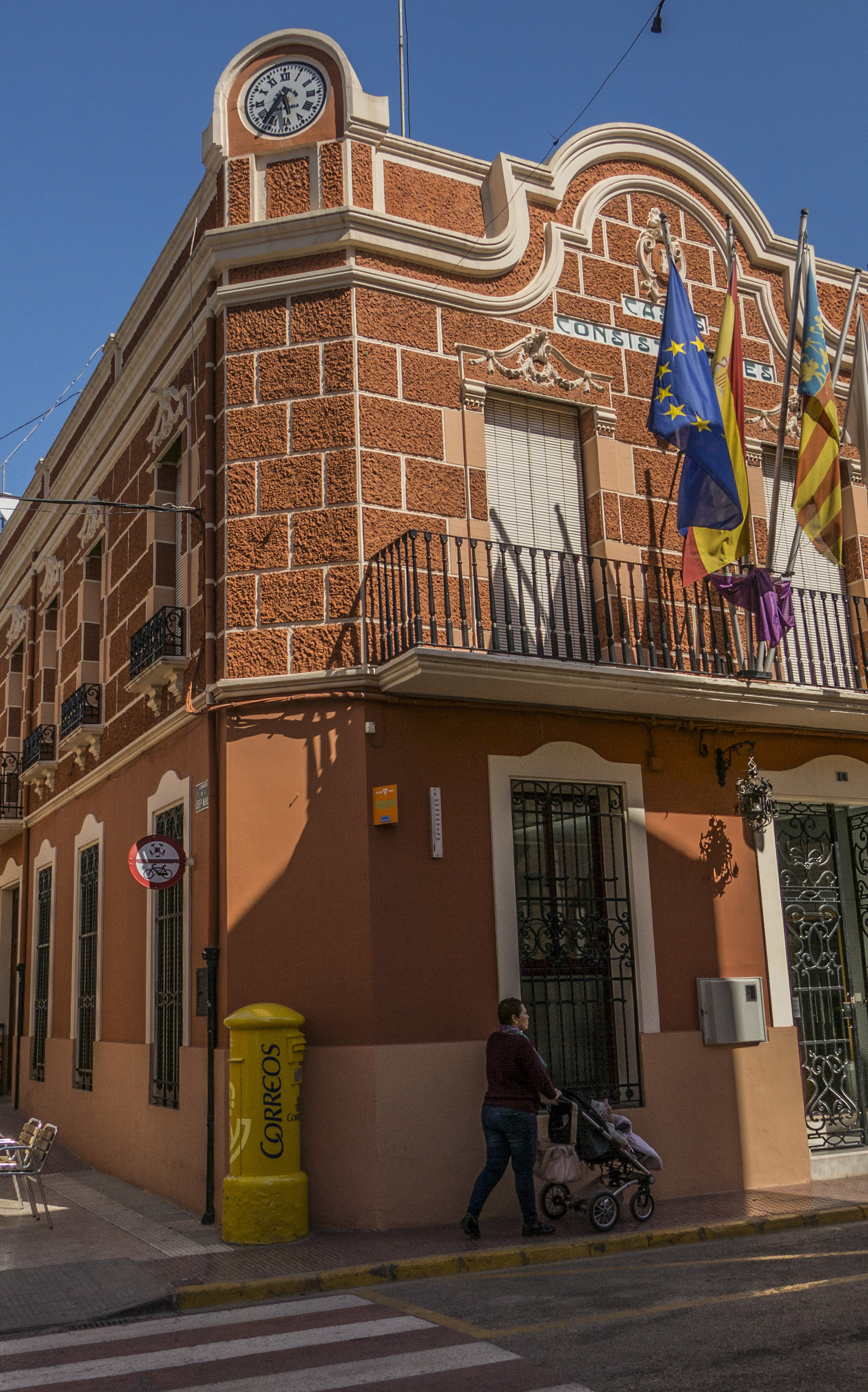
Ajuntament